# Кадьяк (підводні гори)

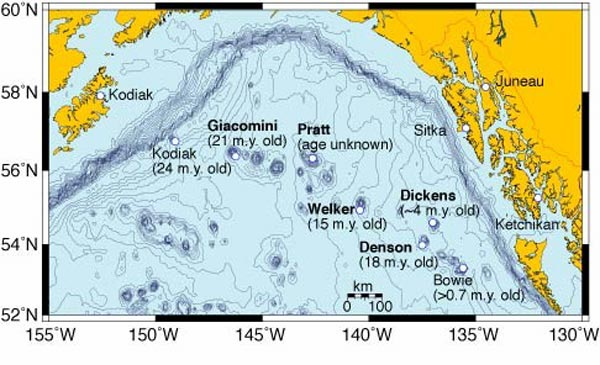
Розташування підводних гір Кадьяк

Підводні гори Кадьяк (англ. Kodiak Seamounts), також відомі як Підводні гори Кадьяк-Боуї (англ. Kodiak–Bowie Seamount chain) або Підводні гори Пратта–Велкера (англ. Pratt–Welker Seamount chain) — ряд підводних гір, розташований у південно-східній частині Аляскинської затоки в Тихому океані. Він простягається від Алеутського жолоба на півночі до підводної гори Боуї, яка лежить за 180 км на захід від канадського архіпелагу Хайда-Гваї в Британській Колумбії.
Підводна гора Боуї є наймолодшим вулканом в хребті, її вік перевищує 700 000 років, а її вершина розташована лише на 24 м нижче рівня моря. Найстарішим вулканом у ланцюзі є підводна гора Кадьяк, вік якої оцінюється у 24 мільйони років. Вершина цієї гори розташована на глибині 2300 м нижче рівня моря. Однак незважаючи на те, що підводна гора Кадьяк є найдавнішою відомою горою в хребті Кадьяк, поблизу її нижніх схилів спостерігаються складки морського дна, які дозволяють припустити, що частина хребта занурилася в Алеутський жолоб. Таким чином, виникнення Кадьяцьких гір могло відбутися раніше за утворення гори Кадьяк.

## Опис
Підводні гори Кадьяк — це здебільшого згаслі вулкани, які утворилися над гарячою точкою Боуї. Остання лежить поблизу підводної гори Боуї, де утворює в земній корі опуклість шириною 100—150 км, однак її товщина невідома. 
Гаряча точка могла почати свою діяльність принаймні 30 мільйонів років тому. Рух Тихоокеанської плити на північний захід і переміщення її над гарячої точкою, ймовірно, призвели до виникнення підводних гір Кадьяк, однак через субдукцію вік виникнення цих гір неможливо встановити, як і час початку активності гарячої точки.
Визначення віку деяких піків, які географічно належать до Кадьяцького хребта, виявило, що не всі ці піки утворені гарячою точкою Боуї. Деякі з них виникли завдяки діяльності гарячої точки Кобб, і пізніше, завдяки руху Тихоокеанської плити, стали частиною Кадьяцьких гір. Прикладом цього є підводна гора Денсона, вік якої оцінюється приблизно в 18 мільйонів років, і яка лежить між підводною горою Дікенса, вік якої становить близько 4 мільйонів років, і підводною горою Боуї, якій менш ніж мільйон років.
Дослідження підводних гір Кадьяк показали, що хоч більшість з них утворилися завдяки гарячій точці Боуї, усі вони унікальні за своїми розмірами, формою та активністю. Ці дослідження також показали багату фауну, яка населяє вершини цих гір, зокрема різні види коралів, губок і риб. Експедиції до підводних гір з використанням дистанційно керованих підводних апаратів виявили безліч морських видів і значно розширили знання про поширення глибоководних коралів у цьому регіоні. Виявлено, що підводна гора Боуї є біологічно багатою територією з динамічною та продуктивною екосистемою. Для захисту цієї різноманітної екосистеми 8 грудня 1998 року підводну гору Боуї оголошено морською природоохоронною територією.
Кадьяцькі підводні гори лежать у північному трійнику, де сходяться Тихоокеанська і Північноамериканська плити та плита Хуан-де-Фука. Визначення віку підводних гір Кадьяк і Джакоміні дозволило розрахувати середню швидкість переміщення підводних гір у північно-західному напрямку — приблизно 6,5 см/рік.

## Вулкани
Підводні гори Кадьяк включають такі вулкани (з півночі на південь):
- Кадьяк (24 млн. років)
- Джакоміні (21 млн. років)
- Пратт (вік невідомий)
- Велкер (15 років тому)
- Дікенс (~4 млн. років)
- Денсон (18 млн. років)
- Даргін
- Браун
- Квінн
- Сурвейор
- Пірс
- Ходжкінс
- Боуї (>0,7 млн. років)
- Підводні гори Тузо Вільсона